# 안테로 니튀매키
안테로 페르티 엘리아스 니튀매키(핀란드어: Antero Pertti Elias Niittymäki, 1980년 6월 18일~)는 핀란드의 은퇴한 아이스하키 선수로 포지션은 골텐더이다. 현역 시절에 내셔널 하키 리그(NHL)의 필라델피아 플라이어스, 탬파베이 라이트닝, 산호세 샤크스 소속으로 활동했다. SM-리가의 TPS 유소년팀에서 선수 생활을 시작했으며, 주니어 선수 4년차에 1998년 NHL 드래프트에서 필라델피아 플라이어스의 지명을 받았다. 1999-2000 시즌에 성인 1군 선수가 된 그는 리그 신인상을 받았고, 2시즌을 더 활동한 후 미국으로 건너가 아메리칸 하키 리그(AHL)의 필라델피아 팬텀스에 입단했다. 팬텀스 소속 선수로서 팬텀스가 AHL 콜더컵에서 우승했을 때 플레이오프 MVP로 선정되었으며, 탬파베이 라이트닝으로 이적하기 전에 필라델피아 플라이어스에서 4시즌 동안 활약했다. 탬파베이에서 1시즌 동안 활동한 후 산호세 샤크스로 이적했으며, 엉덩이 부상으로 인해 2시즌만 활약했다. 그는 자신이 아이스하키를 시작한 TPS에서 마지막 시즌을 보냈고 2013년에 은퇴했다.
핀란드 국가대표 선수로 활동했으며, 2006년 동계 올림픽에 핀란드 주전 골리로 활동하여 팀의 준우승에 기여했으며, 대회 MVP로 선정되었다. 같은 해에 열린 2006년 세계 선수권 대회에서 3위에 올랐으며, 2010년 동계 올림픽에도 서드 골리로 참가하여 팀은 동메달을 획득했으나 경기에 출전하지 않았다.